# Вичома
Вичома (словац. Vyčoma) — річка, ліва притока річки Нітри, протікає  в окрузі Партизанське.
Довжина — 23 км.
Витік знаходиться в масиві Трибеч біля гори Вельки Врацов — на висоті приблизно 480 метрів.
Впадає у Нітру при селі Бошани.